# Nirmatrelvir/ritonavir
Nirmatrelvir/ritonavir, prodávaný pod obchodním názvem Paxlovid, je kombinací dvou antivirových léčivých látek — nirmatrelviru a ritonaviru — používanou k léčbě COVIDu-19.
V prosinci 2021 bylo kombinaci uděleno povolení k nouzovému použití americkým Úřadem pro kontrolu potravin a léčiv (FDA) pro léčbu koronavirového onemocnění COVID-19. Společně zabalené léky se prodávají pod značkou Paxlovid. Paxlovid není autorizován pro pacienty, kteří dosud nebyli vystaveni infekci, a pro ty, kteří ji již prodělali, nebo pro zahájení léčby u pacientů, vyžadujících hospitalizaci v důsledku závažného nebo kritického průběhu onemocnění COVID-19.
Dne 31. prosince 2021 schválila britská regulační agentura pro léčiva a zdravotnické produkty kombinaci „pro lidi s mírným až středně závažným onemocněním COVIDu-19, u kterých hrozí vysoké riziko závažného průběhu“. Dne 27. ledna 2022 jej doporučila ke schválení Evropská léková agentura.

## Lékařské použití
Paxlovid je indikován k léčbě mírného až středně těžkého koronavirového onemocnění u osob ve věku dvanácti let a starších s hmotností alespoň 40 kilogramů s pozitivními výsledky přímého testování na SARS-CoV-2; je určen pacientům s vysokou pravděpodobností závažného onemocnění COVIDem-19, včetně hospitalizace nebo úmrtí. Paxlovid se nesmí používat k ochraně pacientů, kteří dosud nebyli vystaveni infekci, a těch, kteří ji již prodělali, nebo pro léčbu pacientů hospitalizovaných v důsledku závažného nebo kritického průběhu koronavirového onemocnění.
Neexistují žádné údaje o použití nirmatrelviru během těhotenství u lidí, s ohledem na možná rizika vrozených vad, potratu nebo nežádoucích účinků. Chybí také údaje o přítomnosti nirmatrelviru v lidském mateřském mléce, jeho účincích na produkci mléka nebo na kojence. U březích králíků došlo ke snížení tělesné hmotnosti plodu při dávce 10krát vyšší, než je dávka Paxlovidu povolená pro člověka. U potomků kojících potkanů bylo pozorováno dočasné snížení tělesné hmotnosti.

## Kontraindikace
Nirmatrelvir/ritonavir se během těhotenství nedoporučuje a kojení by mělo být během léčby ukončeno.

### Nežádoucí účinky léků
Současné podávání s některými léky může vést k závažným a někdy smrtelným interakcím. Lék je kontraindikován u pacientů s přecitlivělostí na nirmatrelvir nebo ritonavir, se závažným onemocněním ledvin nebo jater. Je třeba vyvarovat se současného podávání s některými léky, například těmi, jejichž odbourávání je závislé na CYP3A a jejichž zvýšená koncentrace vede k závažným reakcím. Rovněž je třeba vyvarovat se současného užívání silných induktorů CYP3A, které snižují plazmatickou koncentraci nirmatrelviru nebo ritonaviru, což může mimo jiné vyústit ve ztrátu virologické odpovědi a možnou rezistenci. Současné podávání také interferuje s koncentrací několika léků, což někdy vyžaduje úpravu dávky nebo pečlivé sledování.

#### Ritonavir
Podávání ritonaviru s některými skupinami léků může vyvolat nežádoucí účinky:
- Antiarytmika
- Antikoagulancia
- Antikonvulziva
- Antidepresiva
- Antihypertenziva
- Anxiolytika
- Léky na erektilní dysfunkci
- Imunosupresiva
- Léčba HIV
- Statiny
- Steroidy

## Nežádoucí účinky
Nežádoucí účinky přípravku Paxlovid pozorované ve studii fáze II-III EPIC-HR, bez ohledu na kauzalitu (ve srovnání s placebem), zahrnovaly poruchy chuti (6 % vs < 1 %), průjem (3 % vs 2 %), zvracení (1,3 %[nenalezeno v uvedeném zdroji]), hypertenzi (1 % vs < 1 %) a bolesti svalstva (1 %)[nenalezeno v uvedeném zdroji].

## Předávkování
Neexistuje žádný protijed pro předávkování Paxlovidem. Léčba spočívá v podpůrných opatřeních, jako je sledování vitálních funkcí a klinického stavu.

## Výroba
Společnost Pfizer vybrala svou největší továrnu na perorální tablety ve Freiburgu v Německu jako startovací zařízení pro výrobu Paxlovidu. Lék byl poprvé vyvinut ve Spojených státech a zpočátku se vyráběl v malých množstvích v Grotonu v Connecticutu pro použití v klinických studií. Zařízení ve Freiburgu převzalo zodpovědnost za hromadnou produkci Paxlovidu v průmyslovém měřítku.
Pfizer rovněž požádal další továrny, aby pomohly továrně ve Freiburgu s balením tablet Paxlovidu. Například v prosinci 2021 bylo oznámeno, že továrna Pfizer v Ascoli Piceno navyšuje stávající pracovní sílu osmi set pracovníků o dalších 100 a přechází na nepřetržitý provoz. Podpoří tak dvě linky na výrobu blistrových balení, které budou spuštěny v únoru 2022.

## Společnost a kultura

### Ekonomika
Spojené království zadalo v říjnu 2021 objednávku na 250 000 balení léku, Austrálie předobjednala 500 000 balení a USA si zajistily 10 milionů balení za 5,295 miliardy dolarů. V prosinci 2021 bylo do USA vypraveno prvních 65 000 dávek.

### Právní status
Dne 16. listopadu 2021 společnost Pfizer podala žádost americkému Úřadu pro kontrolu potravin a léčiv (FDA) o povolení pro nouzového použití této kombinace. Povolení bylo uděleno dne 22. prosince 2021. Evropská léková agentura (EMA) vydala 16. prosince 2021 pokyny pro použití Paxlovidu v léčbě COVID-19 v EU. Izraelské ministerstvo zdravotnictví schválilo Paxlovid dne 26. prosince 2021, Jižní Korea dne 27. prosince 2021. Agentura pro regulaci léčiv a zdravotnických produktů Spojeného království (MHRA) udělila Paxlovidu podmíněné schválení dne 31. prosince 2021. Agentura Health Canada schválila použití Paxlovidu dne 17. ledna 2022.

### Zavádějící srovnání s ivermectinem
Kombinace nirmatrelvir/ritonavir je někdy nepravdivě prohlašována za „přebalenou“ verzi antiparazitického léku ivermectin, který byl propagován jako léčivo COVID-19. Taková tvrzení, někdy používající přezdívku „Pfizermectin“, se opírají o povrchní podobnosti mezi mechanismem účinku obou léků a podsunují nepodloženou informaci, že Pfizer záměrně zveličuje účinnost Paxlovidu oproti ivermectinu. Nicméně pro to, aby ivermectin fungoval proti covidu-19, by jeho dávka musela být 10–20krát vyšší, než je povoleno z hlediska bezpečnosti.

## Výzkum
V září 2021 zahájila společnost Pfizer studii fáze II/III s nirmatrelvirem v kombinaci s ritonavirem.
V prosinci společnost dokončila studii fáze III s touto kombinací.
Dne 14. prosince společnost Pfizer oznámila, že výsledek studie fáze II/III nirmatrelviru v kombinaci s ritonavirem prokázal snížené riziko hospitalizace nebo úmrtí.
Dne 31. prosince schválila Agentura pro regulaci léčiv a zdravotních produktů Spojeného království (MHRA) použití nirmatrelviru v kombinaci s ritonavirem u dospělých, kteří mají mírnou až středně těžkou infekci a jsou vystaveni vysokému riziku zhoršení onemocnění.
Účinnost kombinace proti hospitalizaci nebo úmrtí u dospělých ambulantních pacientů při podání do pěti dnů od nástupu příznaků je asi 88% (95% CI, 75–94 %).